# Ea Bông
Ea Bông là một xã thuộc huyện Krông Ana, tỉnh Đắk Lắk. Phía Bắc giáp với Ea Kao của thành phố Buôn Ma Thuột, phía Nam giáp với thị trấn Buôn Trấp, phía Đông giáp với xã Dray Bhăng của huyện Cư Kuin, phía Tây giáp với xã Ea Na.

## Đơn vị hành chính
Xã này có 9 buôn người các dân tộc Tây Nguyên và 4 thôn. Trước đây xã có 11 thôn buôn nhưng do dân số phân bố không đồng đều, nên có một thôn tách ra thành 3 thôn. 
Hiện tại đơn vị hành chính là 13 thôn, buôn
- Thôn Hòa Tây, thôn Hòa Đông, thôn Hòa Trung, thôn 10/3
- Buôn Ea Kruế, buôn Mblớt, buôn Sah, buôn Nẵc, buôn Hma, buôn Dhăm, buôn Kô, buôn Riăng, buôn Knul

## Lịch sử

### Lịch sử trước năm 1975
Vùng này ngoài núi rừng là một vùng đất hoang sơ, lau sậy um tùm, có những đầm lầy nhiều cá sấu, động thực vật khá đông đúc. Người bản địa sống trên mảng đất Ea Bông là dân tộc Ê đê không biết là từ khi nào, sống du canh du cư với đời sống văn hóa tinh thần khá phong phú, đa dạng. Người Ê đê ở đây thuộc các nhóm Bih và nhóm Adham, sống tương trợ nhau trong sản xuất, giàu tình cảm, trọng tình nghĩa, thật thà, chất phác có tính cộng đồng cao. Ở trong những ngôi nhà sàn dài, nhiều thế hệ. Trang phục đồng bào Ê đê tự dệt và may, người đàn ông thường đóng khố, cởi trần, người phụ nữ mặc váy hoa với hoa văn trang trí. Về âm nhạc có văn hóa cồng chiêng chế tác từ các vật liệu bằng đồng, tre, nứa có sẵn tại địa phương. Các lễ hội tiêu biểu như Lễ cúng bến nước, lễ cầu mưu, lễ cúng mùa lúa, lễ cúng nhà mới, lễ bỏ mả... Theo tín ngưỡng đa thần, vạn vật hữu linh vì vậy sử dụng nhạc cụ dân tộc, diễn tấu cồng chiêng trong các Lễ hội khá phổ biến (Tuy nhiên ngày nay do ảnh hưởng của các nền văn hóa khác du nhập và ảnh hưởng của đạo Tin Lành nên nền văn hóa truyền thống của đồng bào Ê đê đang có nguy cơ mai một). Hình thức canh tác chủ yếu làm trên nương rẫy, trồng lúa 1 vụ trên rẫy phục thuộc hoàn toàn vào thời tiết. Một số cây trồng khác như ngô, đậu, bí đỏ nhưng năng suất thấp.
Từ những năm 1950 trở đi bắt đầu có một số đồn điền cà phê của người Kinh và người Hoa, được khoanh vùng và rào kiên cố. Sử dụng lao động trong các đồn điền chủ yếu vẫn là người dân tộc tại chỗ.

### Sau năm 1975
Ngày 05 năm 03 năm 1977, theo quyết định số 14/TC Ủy ban nhân dân cách mạng lâm thời tỉnh Đắk Lắk về điều chỉnh địa giới và thành lập 3 xã mới của thị xã Buôn Ma Thuột, xã Ea Bông, xã Ea Na, xã Quảng Điền. Ngày 19 tháng 09 năm 1981, theo Quyết định số 75/HĐBT của Hội đồng Bộ trưởng về việc thành lập huyện Krông Ana. Xã nằm trong danh sách các xã được tách của thị xã Buôn Ma Thuột thành đơn vị hành chính thuộc huyện Krông Ana. Ngày 06/3/1984 Hội đồng Bộ trưởng (nay là Chính phủ) ban hành Quyết định số 35-HĐBT, phân vạch địa giới một số xã thuộc tỉnh Đắk Lắk; chia xã Ea Bông thành 3 đơn vị hành chính lấy tên là xã Ea Bông, xã Dur Kmăl và thị trấn Buôn Trấp. Từ đó đến nay xã vẫn giữ nguyên địa giới hành chính hiện thời (2018)